# Ivan Petrovski
Pour les articles homonymes, voir Petrovski.
Ivan Gueorguievitch Petrovski (en russe : Иван Георгиевич Петровский), né le 18 janvier 1901 à Sevsk et mort le 15 janvier 1973 à Moscou,  est un mathématicien soviétique d'origine russe.

## Carrière
Ivan Petrovski est connu pour ses travaux dans le domaine des équations aux dérivées partielles, et a élaboré l'équation dite lacune Petrovsky et, avec Andreï Kolmogorov et Nikolaï Piskounov l'équation KPP. Il a grandement contribué à la solution des 16e et 19e des 23 problèmes de Hilbert.
Il a également travaillé sur le problème de la condition aux limites, la probabilité, la topologie, les courbes algébriques et les surfaces algébriques.
Ivan Petrovski fut l'élève de Dmitri Egorov. Parmi ses élèves il eut Olga Ladyjenskaïa, Evgenii Landis, Olga Oleïnik et Sergueï Godounov.
Ivan Petrovski a enseigné à l'Institut de mathématiques Steklov. Il a été membre de l'Académie des sciences d'URSS à partir de 1946 et a été distingué comme Héros du travail socialiste en 1969. Il a été président de l'Université de Moscou (de 1951 à 1973) et le président du Congrès international des mathématiciens de Moscou en 1966.